# ويل جوردن
ويل جوردن (بالإنجليزية: Will Jordan)‏ هو لاعب اتحاد الرغبي نيوزيلندي، ولد في 24 فبراير 1998.

## روابط خارجية
- ويل جوردن عل موقع إسبنسكروم (الإنجليزية)
- ويل جوردن على موقع ItsRugby.co.uk (الإنجليزية)